# 86-я улица (линия Си-Бич, Би-эм-ти)
|   |   |   |   |   |   |
| · | · | · | · | · | · |

|   |   |   |   |   |   |
| · | · | · | · | · | · |

«86-я улица» (англ. 86th Street) — станция Нью-Йоркского метрополитена, расположенная на линии Си-Бич, Би-эм-ти. Станция находится в Бруклине, в округе Грэйвсент, на пересечении Западной 7-й улицы с 86-й улицей. На станции останавливаются маршруты N (круглосуточно) и W (часть рейсов в часы пик в пиковом направлении). Станция является южной конечной для маршрута W. Станция называлась Gravesend — 86th Street в период с 2001 по 2005 годы, когда она была конечной из-за реконструкции станции Кони-Айленд — Стилуэлл-авеню.
Станция расположена на четырёхпутной линии и представлена двумя боковыми платформами, обслуживающими только внешние (локальные) пути. Два центральных экспресс-пути не используются для маршрутного движения поездов, и за всю историю подземки использовались только в 1967—1968 годах час-пиковым суперэкспрессом NX. Платформы соединены надземным пешеходным переходом. Выход располагается в южной части и приводит к перекрёстку Западной 7-й улицы с 86-й улицей.
К югу от станции четыре пути (из которых два средних не используются) превращаются в два, а далее имеется однопутный съезд в депо «Кони-Айленд», связанный с путями обоих направлений и использумый для ухода поездов с линии и их возвращения на неё (маршрут W).

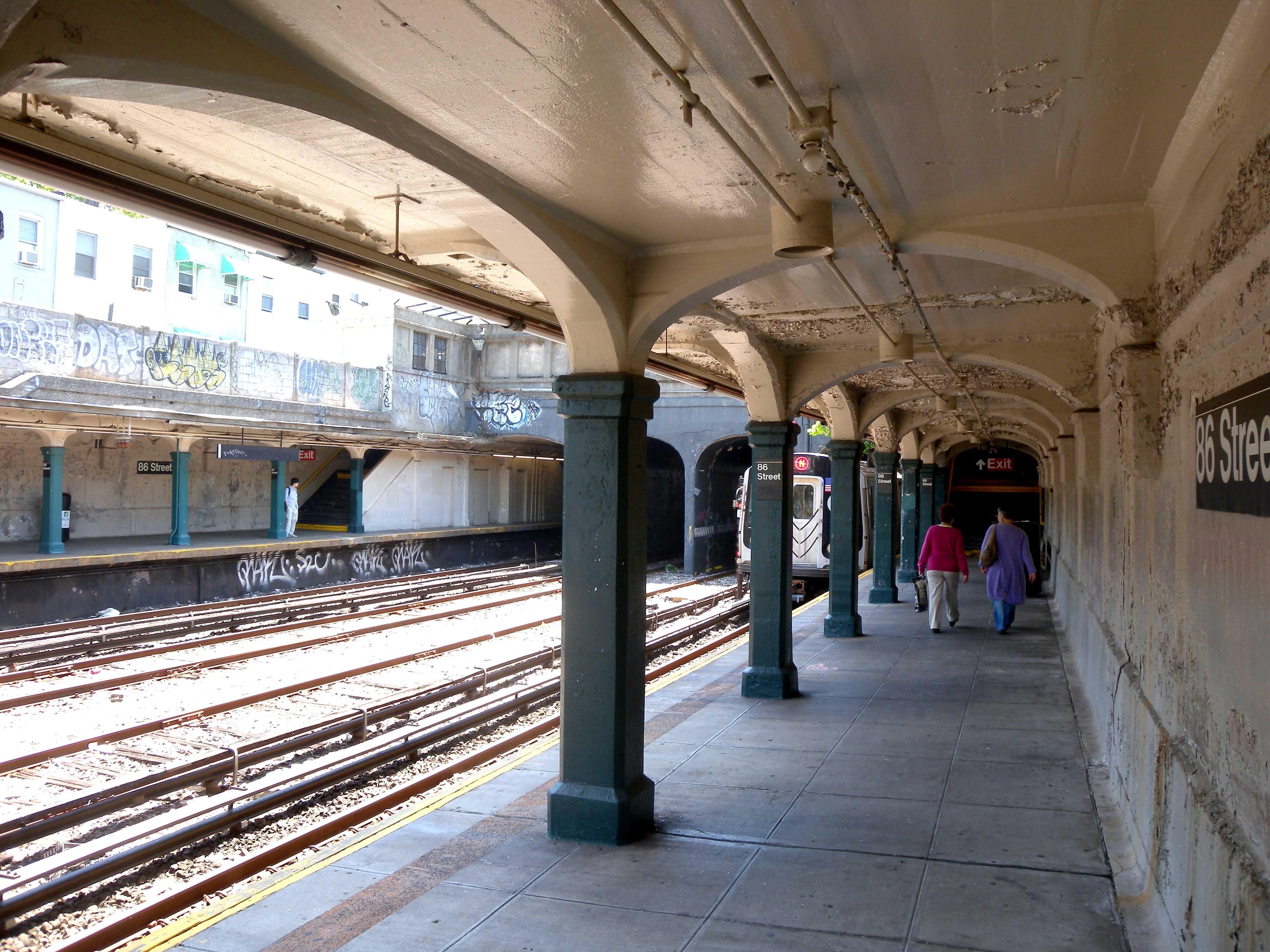
Западная платформа (из Манхэттена)
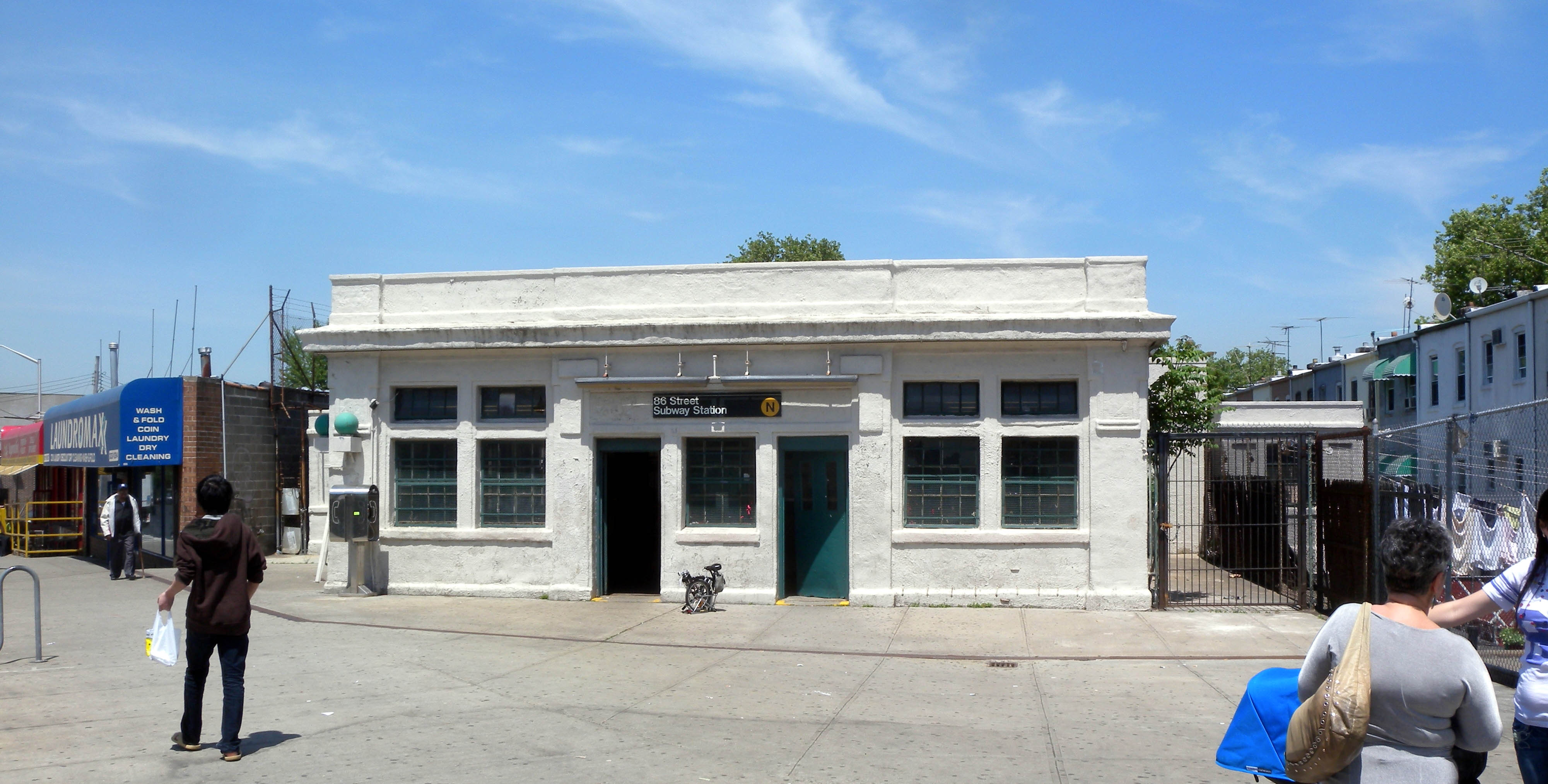
Вестибюль станции